# Hnojník
Hnojník (in polacco Gnojnik, in tedesco Hnoinik) è un comune della Repubblica Ceca facente parte del distretto di Frýdek-Místek, nella regione della Moravia-Slesia.